# Hamilton Calderari Leal
Hamilton Calderari Leal (Curitiba, 4 de novembro de 1923 - Curitiba, 5 de setembro de 2012) foi um médico brasileiro pioneiro no ramo da saúde na cidade de Curitiba pela construção e fundação de diversos hospitais, bem como outros empreendimentos médicos.

## Biografia
Filho de Artur Leal e Waltelina Leal, formou-se em medicina no ano de 1948 pela Universidade Federal do Paraná (UFPR) e iniciou sua vida profissional no Instituto de Medicina e Cirurgia do Paraná, sob orientação do médico Erasto Gaertner. Foi um dos médicos fundadores da liga Paranaense de Combate ao Câncer no ano de 1947 e durante sua carreira atuou como cirurgião geral, ginecologista e obstetra. No ano de 1949 ingressa na Universidade Federal do Paraná como professor de anatomia. Construiu e fundou diversos hospitais em Curitiba, dentre eles: Hospital Santa Cruz, fundado na década e 1960, Hospital Branca de Neve, Hospital Erasto Gaertner, Hospital do Portão e Hospital da Polícia Militar. Médico fundador da Paraná Clínicas, empresa de planos de saúde que atua na área empresarial, também construiu e fundou o Centro médico Plínio de Mattos Pessoa, empreendimento voltado para a área de saúde com diversos consultórios médicos. 
Médico atuante na organização dos hospitais do Paraná, sendo um dos fundadores da Sindipar no ano de 1961, sua principal criação, o Hospital Santa Cruz, sempre esteve na vanguarda das novas tecnologias e avanços médico-hospitalares no estado do Paraná.

## Prêmios recebidos
- Prêmio Mérito da Saúde no ano de 2010. Concedido pela Câmara Municipal de Curitiba.
- Comenda Barão do Serro Azul no ano de 2011. Concedido pela Associação Comercial do Paraná.